# کازوهیرو نینومیا
کازوهیرو نینومیا (انگلیسی: Kazuhiro Ninomiya؛ زادهٔ ۲۸ نوامبر ۱۹۴۶ - فوکوئوکا) جودوکار اهل ژاپن است.